# Диана Найденова
Диана Найденова е българска журналистка.

## Биография

### Образование
Родена е на 2 декември 1974 г. в Москва. Учи икономика в Стопанската академия в Свищов, но прекъсва и остава без висше образование.

### Дарик радио
От 9 януари 1999 г. работи в „Дарик Радио“. През 2010 г. печели приза за журналистика „Св. Влас“, а паричната награда на стойност 10 000 лв. похарчва за пътуване в чужбина.

### Нова телевизия
От 14 септември 2009 г. е водеща на предаването „Челюсти“, излъчвано в следобедните часове на делнични дни едновременно по „Дарик“, а от март 2010 има рубрика „Опасно близо“ в предаването на Росен Петров „Нека говорят...“, както и в Нова телевизия.

### Личен живот
През 2013 г. се омъжва за Мирослав Войник.

## Критики и противоречия

### По повод протестите срещу Закона за горите
На 17 юни 2012 г. Найденова провежда интервю с рубриката си „Опасно близо“ в предаването на Росен Петров „Нека говорят...“ с еколога Петко Цветков от фондация „Биоразнообразие“ по повод протестите срещу Закона за горите.
В интервюто със събеседника тя се държи агресивно. Журналистката първо моли Петко Цветков да се извини „от името на всички спонтанно организирали се хора в интернет“ за побоя над оператора от bTV Иван Филчев, който пострадва леко по време на една от демонстрациите на „Орлов мост“. Гостът отказва да се извини, обяснявайки, че няма участие в побоя, а основната вина за случилото се е на правителството. Заявлението на Цветков, че екипите на bTV са провокирали протестиращите, вбесява водещата. Найденова каза, че не я интересува какво се е случило от декември (започването на действията по поправките в Закона за гората и протести срещу тях), а само нападението над оператора и „защо блокирате един двумилионен град".
Грубото и непрофесионално отношение на журналистката се запомня с някои реплики като „аз ще подавам началото и края на всеки въпрос“, „може да се изкажете, когато ви позволя, защото все пак това е диалог“, „в момента се държите като абсолютен хулиган“, „не си мислете, че сте много оригинален“ и „говорите абсолютни глупости“.
Поведението на Найденова при интервюто от 17 юни предизвиква остри обществени реакции и коментари, които се проявяват в коментари в блогове, Фейсбук, интернет форуми и други. Тази реакция получава отразяване в някои медии.
На 20 юни се извинява за действията си по време на интервюто, посредством сайта на bTV.
На 27 юни 2012 г. Съветът за електронни медии (СЕМ) излиза със становище, в което се казва, че bTV е отразила тенденциозно протестите срещу закона за горите. Докладът на СЕМ определя поведението на Диана Найденова по време на интервюто от 17 юни като смущаващо и извън професионалните стандарти.